# Cobubatha chihuahua
Cobubatha chihuahua là một loài bướm đêm trong họ Noctuidae.